# Goričko (Horvátország)
Goričko falu Horvátországban Kapronca-Kőrös megyében. Közigazgatásilag Koprivnički Ivanechez tartozik.

## Fekvése
Kaproncától 6 km-re északnyugatra, községközpontjától 2 km-re nyugatra a Drávamenti-síkságon fekszik. Házai egy észak–déli irányú főutca és egy nyugat–keleti irányú utca mellett sorakoznak.

## Története
A település a község fiatalabb falvai közé tartozik, csak a 17. században keletkezett. 1659-ben említik először mint a kaproncai uradalomhoz és az ivaneci plébániához tartozó települést. Az uradalom falvai a török időkben kerültek a kaproncai várkapitányok igazgatása alá, így az ivaneci plébánia kegyura is az uradalom volt. 
1857-ben 145, 1910-ben 169 lakosa volt. 1920-ig Varasd vármegye Ludbregi járásához tartozott. 2001-ben a falunak 143  lakosa volt.

## Külső hivatkozások
Koprivnički Ivanec község hivatalos oldala